# Lena Ackebo
Lena Maria Ackebo, född 17 juli 1950 i Luleå, är en svensk författare och serieskapare.
Sedan debuten med Jalle Planka 1984 har Ackebo intresserat sig för den svenska folksjälen som skildrare av det "typiskt svenska" och populärkulturella fenomen. Hon har varit verksam serietecknare sedan 1984 och publicerats i dags- och kvällspress samt i Galago, där hon även suttit i redaktionen. Sedan 2014 har hon övergått helt till författande och debuterade med Världens vackraste man 2016 som fick en fristående uppföljning i Kära Barbro 2017.
Ackebo har studerat engelska och ekonomi vid Uppsala universitet samt gått konstutbildningen vid Nyckelviksskolan i Lidingö.

### Utgivna seriealbum
- 1987 – Lycra neon
- 1992 – Amen härregud (samling)
- 1995 – Alla kan tralla
- 1999 – Hallå där
- 2000 – Stor stark
- 2002 – Rysk räka
- 2006 – Brynebrinks
- 2009 – Gud va hemskt! – Tjugo år med Lena Ackebo (samling)
- 2010 – Fucking Sofo
- 2012 – Vi ses i Sofo

### Romaner
- 2016 – Världens vackraste man
- 2017 – Kära Barbro
- 2018 – Darling Mona
- 2023 – Enslingen på Brunnsgatan